# De terugkeer van de lepe luis
De terugkeer van de lepe luis is een stripverhaal uit de reeks van Suske en Wiske. Het wordt geschreven door een scenario- en tekenteam onder leiding van Peter Van Gucht en Luc Morjaeu. Het verhaal is speciaal geschreven voor Omega Pharma en verscheen voor het eerst in albumvorm in augustus 2006.
Het verhaal is een vervolg op De lepe luis.

## Personages
In dit verhaal komen de volgende personages voor:
- Suske, Wiske, tante Sidonia, Lambik, professor Barabas, Nanette, luizen

## Uitvindingen
In dit verhaal speelt de volgende uitvinding een rol:
- de snelgroeier, de Vitavliegjes

## Het verhaal
Nanette is op bezoek, tante Sidonia ontdekt dat ze luizen heeft. Nanette zegt dat dit niet kan, omdat ze van adel is. Tante Sidonia legt uit dat iedereen luizen kan krijgen. Wiske vertelt dat ook zij luizen heeft gehad, Nanette hoeft zich niet te schamen. Lambik brengt de kinderen naar professor Barabas. Hij wil Nanette behandelen met zijn antiluizenmiddel. Een luis komt terecht onder de snelgroeier en de enorme luis ontvoert Nanette. De vrienden achtervolgen hen, maar de luis kan een kanaal oversteken en ontkomt. De vrienden zien de luis een kerktoren beklimmen met Nanette. 
Professor Barabas haalt zijn Vitavliegjes met een sproeikanon gevuld met antiluizenspray uit de garage. De twee Vitavliegjes vallen de enorme luis aan, maar Lambik wordt naar beneden geslagen. Suske en Wiske besproeien de luis, maar Nanette valt. Suske en Wiske vangen haar op in het Vitavliegje. Nanette bedankt de vrienden, ze is nu van de luizen af. Lambik vindt dat deze luis bijzonder intelligent was en Nanette zegt dat mensen van adel slimmere luizen hebben.

### Achtergronden bij het verhaal
- Nanette komt ook voor in De klankentapper.
- De Vitavliegjes lijken op Vitamitje.
- De aanval op de toren doet denken aan het gevecht met King Kong.

## Uitgaven

### Achtergronden bij de uitgaven
Er worden enkele wetenswaardigheden over luizen behandeld door professor Barabas.